# Bataille de l'Ogaden
Seconde guerre italo-éthiopienne 
 Front sud
Batailles
Front septentrional
- Invasion de l’Abyssinie
- Offensive de Noël
- 1re Tembén
- Amba Aradom
- 2e Tembén
- Shiré
- Maychew
- Marche de la volonté de fer

Front méridional
- Qorahe
- Genalé Dorya
- Ogaden

La bataille de l'Ogaden se déroule du 14 au 25 avril 1936 entre l'Empire Éthiopien et le royaume d’Italie dans le cadre des opérations menées par l'Italie fasciste pour conquérir l'Éthiopie. Les Italiens remportent la victoire, prennent la ville de Degehabur le 30 avril et forcent Nessibou Zeamanouél à se retirer de Harer.